# 竹富町役場
竹富町役場（たけとみちょうやくば）は、日本の地方公共団体である沖縄県八重山郡竹富町の執行機関としての事務を行う施設（事務所）である。

## 概要
日本の町村の事務所としては数少ない、地方公共団体の区域外に設置されている事務所の一つ。また、日本の市町村の事務所としては最南端の事務所でもある。
石垣港と町に属する各島とを結ぶ離島ターミナルから北へ約200mの場所にある。また、かつては通りを挟んで向かい側約150m北に石垣市庁舎があったが、2021年に旧石垣空港跡の新庁舎に移転している（詳細は「石垣空港 (初代)#跡地利用」参照）。

## 沿革

### 前史
琉球王国時代の1524年（大永4年）、第二尚氏王統の第3代国王・尚真王に司法官として25年にわたって仕えた西塘は長年の勲功を評価され「竹富大首里大屋子」の頭職として八重山列島の統治を任されるに至った。当初、その役所にあたる蔵元は西塘の出身地である竹富島に置かれたが、港の整備が困難であったことから、1543年（天文12年）に石垣島の大川へ移転した。
1896年（明治29年）、明治29年勅令第13号「沖縄県ノ郡編制ニ関スル件」の公布に伴い八重山列島は八重山郡となり、八重山島庁が設置された。その後、1907年（明治40年）から1908年（明治41年）にかけて沖縄県内の間切は島嶼町村制によって町や村に再編され、八重山郡には八重山村1村のみが設置された。しかし、八重山村は広大な範囲に多数の島々が点在することから運輸・交通に不便を極め、1913年（大正2年）に分村願が沖縄県知事へ提出されたことを受けて1914年（大正3年）2月に沖縄県令によって石垣村（現在の石垣市西部）・大浜村（現在の石垣市東部）・竹富村・与那国村へ4分割された。

### 竹富村の設置

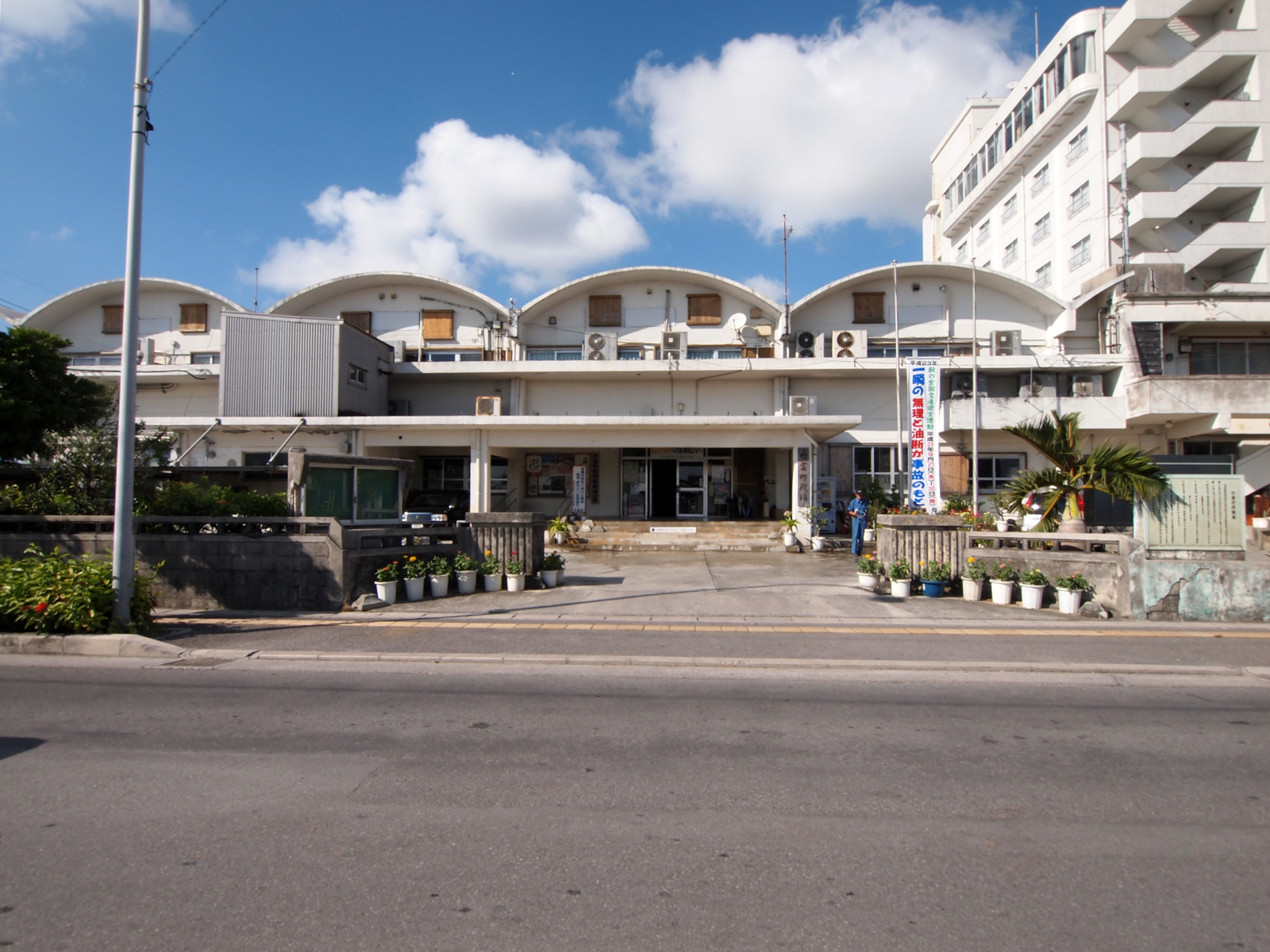
1977年から使用された旧竹富町役場本庁舎（石垣市美崎町）

こうして1914年（大正3年）4月1日に竹富村が発足し、琉球王国時代に蔵元が置かれていた竹富島に村役場が置かれた。しかし、石垣島及び与那国島を除く多数の島々を管轄するため、運輸・交通の便が必要であることは八重山村の頃と大きな変わりはなく、1925年（大正14年）に村外の石垣村に村役場出張所が設置された。そして、石垣出張所設置から13年後の1938年（昭和13年）には、村役場自体が竹富島から石垣町字登野城へ移転した。八重山村から竹富村が分村されてから25年目のことであった。1945年（昭和20年）には沖縄戦の激化に伴い一時的に仮役場を村内の小浜島へ設置しているが、第二次世界大戦の終結とともに石垣島へ戻った。竹富村は1948年（昭和23年）7月2日に町制を施行し竹富町となった。1962年（昭和37年）4月25日には、石垣市大川101番地（現在の八重山郵便局駐車場）に鉄筋コンクリート3階建の庁舎が落成。1972年（昭和47年）5月15日には、本土復帰に伴い竹富町役所から竹富町役場に改称している
その後、1977年（昭和52年）9月1日には、1969年（昭和44年）に建てられた平屋のボウリング場を2階建てに改築した庁舎に移転している。この庁舎は、石垣島への役場移転後としては3代目となる。

## 事務所移転
事務所が町外に所在することに対しては長年町内で賛否が分かれ、町長選挙や町議会議員選挙においても「事務所移転」が大きな争点となってきた。このうち、役場の町内移転を求める町民の意見では主として以下の理由が挙げられていた。
- 事務所が町外にあることで町の職員はほとんどが石垣市に居住しており、竹富町に税収が入らない[7]。
- 事務所を町内に置くことで町に属する島同士の往来が活発となり、経済効果が期待される[8]。

こうした移転推進の意見を受けて、1963年（昭和38年）及び2002年（平成14年）に町議会で町役場の早期移転を求める決議が賛成多数で可決され、特に西表島東部の大原地区や豊原地区が具体的な候補地として挙げられた。これに対し、町内の各島を結ぶ航路のほぼ全てが石垣港に発着していることから、台風で船が欠航した際の緊急対応への不安や、石垣市との市町合併を推進すべきであるとの理由で役場の町内移転に反対する意見も根強く存在した。このうち、市町合併に関しては2003年（平成15年）に住民発議で石垣市・与那国町との合併協議会に参加し（与那国町は2004年（平成16年）に離脱）、石垣市と対等合併して新市名を「八重山市」とすることで一旦は合意したものの、協定調印後に町議会で2度にわたって合併議案が否決され、計画は白紙撤回されることになった。

### 住民投票
2015年（平成27年）11月30日に実施された新庁舎の建設場所を問う住民投票では、西表島大原への移転賛成が1,459票（55.2%）で、現庁舎がある石垣島での建て替えを支持する1,140票（43.1%）を上回って、過半数を占めた。西表地域（鳩間島、新城島を含む）の有権者数が57%を占める竹富町において、この結果は予測されたものであった。一方、西表島と竹富町の各島を結ぶ定期航路はほとんどなく、西表島以外の島の住民からは反発が予想された。
住民投票の結果に法的な拘束力はないが、竹富町の住民投票条例では町長及び町議会は投票結果を尊重するとされている。なお、地方自治法では、役場の移転には、町議会での3分の2の同意が必要とされている。当時の竹富町長川満栄長は、2017年度（平成29年度）中の新庁舎着工を目指すとしていた。

### 新庁舎建設の検討
2013年（平成25年）12月24日、竹富町は「竹富町新庁舎建設のあり方検討有識者委員会」を設置し、竹富町の新庁舎建設のあり方などについて、議論検討を重ねることになった。同委員会では2014年（平成26年）3月から5回の審議を行い、2015年（平成27年）7月23日に、西表島に本庁舎を移転するとともに、石垣島に支所を新設し、各島の出張所の配置・機能を強化することなどを提言する「竹富町新庁舎建設のあり方に関する提言書」を取りまとめ、竹富町長に提出した。
2017年（平成29年）5月、竹富町は「新竹富町役場に関する基本方針（案）」をまとめ、町のウェブサイトで公開した。この中では、西表島大原に本庁舎を置くほか、石垣市内に支所、各島に出張所を置くという方針が明記された。

### 石垣庁舎の建設
移転にあたっては、まず石垣支所を先行して建設して、竹富町役場の全機能を一時移転する方針とされた。竹富町は現在の町役場向かいにある石垣市市有地を支所建設の候補地としたが、2018年（平成30年）5月に石垣市は竹富町に対して、石垣港の港湾計画見直しを理由に売買の手続きを進めるのは困難と回答。竹富町は、同年12月の町議会で、現在の町役場を解体し跡地に石垣支所を建設する方針を明らかにした。この方針によると、町役場は、現庁舎→仮庁舎→石垣支所→本庁舎と3度の移転を行うことになる。
2019年（令和元年）6月には、町役場向かいの石垣市市有地を賃借して仮設庁舎を建設するとともに、一部部署は周辺施設に移転することが決まり、同年8月に町役場2階部分が沖縄銀行八重山支店3階に移転。11月14日には、町役場1階部分が移転する仮設庁舎の起工式が行われ、2020年（令和2年）2月25日からは仮設庁舎で業務が行われた。
新庁舎は2022年4月28日に竣工し、5月2日に業務が開始された。5階建てで、延べ床面積は旧庁舎の約2.5倍。4階に町議会が配置され、町民向けの簡易宿泊施設「ツマベニ」（シングル5室、ツイン2室）を併設。町役場以外に、商工会、観光協会、物産観光振興公社、ファミリーサポートセンター、社会福祉協議会、売店も入居する。

### 大原庁舎の建設
一方、西表島大原の庁舎は、当初、離島振興総合センターに隣接する町有地18,608m2に建設が計画されていた。
しかし、竹富町は2022年4月に、同地には文化振興・観光交流拠点施設（博物館）、町民ホール及び世界遺産センター（延べ床面積は4,055m2）を整備し、大原庁舎は離島振興総合センター前広場に建設することを公表。整備の時期についても、博物館、町民ホール及び世界遺産センターの整備を先行し2026年度の開館を見込むとした。また、2017年（平成29年）5月の「新竹富町役場に関する基本方針（案）」では3,000m2とされていた大原庁舎の延べ床面積も、行政機能を担う執務部分が300-400m2に縮小され、配置される職員は十数名人とされた。
ただし、同月に行われた竹富町長選挙では、博物館等の規模の適正化を訴えた候補が、現案での早期建設を訴えた候補を破って当選している。

## 出張所
- 西表東部出張所
  - 郵便番号：907-1434
  - 所在地：竹富町字南風見201-47
  - 1962年（昭和37年）7月1日設置[4]。現在の出張所は1981年（昭和56年）に建築されたもので、鉄筋コンクリート構造2階建て、延床面積96.02m2。職員は1人。西表離島振興総合センターを併設[19]。
- 西表西部出張所
  - 郵便番号：907-1541
  - 所在地：竹富町字上原584-1
  - 1962年（昭和37年）7月1日設置[4]。現在の出張所は2007年（平成19年）に建築されたもので、鉄筋コンクリート構造2階建て、延床面積29.90m2。職員は2人。西表西部保健指導所を併設[19]。
- 波照間出張所
  - 郵便番号：907-1751
  - 所在地：竹富町字波照間2750-1
  - 1982年（昭和57年）2月1日設置[4]。現在の出張所は2001年（平成13年）に建築されたもので、鉄筋コンクリート構造平屋建て、延床面積12.25m2。職員は1人。波照間保健センターを併設[19]。

出張所が設置されていない竹富島、黒島、小浜島、鳩間島では、郵便局に証明書（戸籍謄本等、除籍謄本等、戸籍附票の写し、住民票写し、印鑑登録証明書、納税証明書）交付事務を委託している。

## その他

### 繰り上げ投票
役場が町外にあり、選挙管理委員会の所在地も役場と同一であることから、町内で執行する国政・県政選挙は町内の各島から石垣市の役場へ船で投票箱を運搬するための時間を考慮し、定例的に通常の期日より1日早い繰り上げ投票が行われる。